# Mario Poli
Mario Aurelio Poli (Buenos Aires, 29 november 1947) is een Argentijns geestelijke en een kardinaal van de rooms-katholieke Kerk.
Na de lagere en middelbare school te hebben gevolgd in de hoofdstad Buenos Aires behaalde Poli aan de universiteit van Buenos Aires een licentiaat in sociale wetenschappen. In 1969 trad hij toe tot het seminarie van het aartsbisdom Buenos Aires. Hij werd op 25 november 1978 tot priester gewijd. Aan de katholieke universiteit van Argentinië behaalde hij een doctoraat in de theologie. Hij was vervolgens assistent in de parochie San Cayetano (1978-1980), superior van het grootseminarie (1980-1987), kapelaan van de 'Siervas del Espíritu Santo' (1988-1991) en kapelaan van de 'Association lay Fraternidades Agrupaciones Santo Tomás de Aquino y' (1988-1992).
Van 1980 tot 2013 doceerde Poli kerkgeschiedenis aan de faculteit theologie van de katholieke universiteit van Argentinië.
Op 8 februari 2002 werd Poli benoemd tot hulpbisschop van Buenos Aires en titulair bisschop van Abidda; hij werd op 20 april 2002 tot bisschop gewijd door kardinaal Jorge Bergoglio, aartsbisschop van Buenos Aires. Op 24 juni 2008 werd hij benoemd tot bisschop van Santa Rosa.
Op 28 maart 2013 werd Poli benoemd tot aartsbisschop van Buenos Aires. Het was de eerste bisschopsbenoeming tijdens het pontificaat van paus Franciscus, die zelf voor zijn verkiezing tot paus deze functie had bekleed.
Binnen de Argentijnse bisschoppenconferentie is Poli lid van verschillende commissies. Hij is voorzitter van de Commissie voor catechese en Bijbelleer.
Poli werd tijdens het consistorie van 22 februari 2014 kardinaal gecreëerd.  Hij kreeg de rang van kardinaal-priester. Zijn titelkerk werd de San Roberto Bellarmino.
Poli ging op 26 mei 2023 met emeritaat.